# Wereldkampioenschap superbike van Losail 2006
Het wereldkampioenschap superbike van Losail 2006 was de eerste ronde van het wereldkampioenschap superbike en het wereldkampioenschap Supersport 2006. De races werden verreden op 25 februari 2006 op het Losail International Circuit nabij Doha, Qatar.

## Superbike

### Race 1
| Pos | Nr  | Rijder              | Constructeur | Rondes | Tijd        | Grid | Punten |
| --- | --- | ------------------- | ------------ | ------ | ----------- | ---- | ------ |
| 1   | 52  | James Toseland      | Honda        | 18     | 36:31.339   | 4    | 25     |
| 2   | 21  | Troy Bayliss        | Ducati       | 18     | +0.088      | 1    | 20     |
| 3   | 88  | Andrew Pitt         | Yamaha       | 18     | +2.390      | 3    | 16     |
| 4   | 1   | Troy Corser         | Suzuki       | 18     | +2.599      | 5    | 13     |
| 5   | 84  | Michel Fabrizio     | Honda        | 18     | +6.999      | 15   | 11     |
| 6   | 4   | Alex Barros         | Honda        | 18     | +14.717     | 10   | 10     |
| 7   | 44  | Roberto Rolfo       | Ducati       | 18     | +15.224     | 11   | 9      |
| 8   | 7   | Pierfrancesco Chili | Honda        | 18     | +21.183     | 14   | 8      |
| 9   | 20  | Marco Borciani      | Ducati       | 18     | +22.450     | 16   | 7      |
| 10  | 76  | Max Neukirchner     | Ducati       | 18     | +23.932     | 20   | 6      |
| 11  | 3   | Norifumi Abe        | Yamaha       | 18     | +24.816     | 19   | 5      |
| 12  | 31  | Karl Muggeridge     | Honda        | 18     | +25.643     | 8    | 4      |
| 13  | 55  | Régis Laconi        | Kawasaki     | 18     | +29.139     | 17   | 3      |
| 14  | 16  | Sébastien Gimbert   | Yamaha       | 18     | +29.977     | 18   | 2      |
| 15  | 11  | Rubén Xaus          | Ducati       | 18     | +36.675     | 21   | 1      |
| 16  | 38  | Shinichi Nakatomi   | Yamaha       | 18     | +37.495     | 24   |        |
| 17  | 13  | Vittorio Iannuzzo   | Suzuki       | 18     | +1:06.454   | 26   |        |
| 18  | 99  | Steve Martin        | Petronas     | 18     | +1:06.594   | 9    |        |
| 19  | 116 | Franco Battaini     | Kawasaki     | 18     | +1:11.802   | 27   |        |
| 20  | 19  | Lucio Pedercini     | Ducati       | 18     | +1:43.080   | 23   |        |
| 21  | 95  | Talal Al Naimi      | Yamaha       | 17     | +1 ronde    | 29   |        |
| DNF | 71  | Yukio Kagayama      | Suzuki       | 17     | Ongeluk     | 7    |        |
| DNF | 41  | Noriyuki Haga       | Yamaha       | 17     | Ongeluk     | 6    |        |
| DNF | 10  | Fonsi Nieto         | Kawasaki     | 9      | Uitgevallen | 13   |        |
| DNF | 9   | Chris Walker        | Kawasaki     | 7      | Uitgevallen | 12   |        |
| DNF | 15  | Fabien Foret        | Suzuki       | 6      | Uitgevallen | 25   |        |
| DNF | 8   | Ivan Clementi       | Ducati       | 4      | Uitgevallen | 22   |        |
| DNF | 57  | Lorenzo Lanzi       | Ducati       | 3      | Ongeluk     | 2    |        |
| DNF | 18  | Craig Jones         | Petronas     | 0      | Ongeluk     | 28   |        |

### Race 2
| Pos | Nr  | Rijder              | Constructeur | Rondes | Tijd        | Grid | Punten |
| --- | --- | ------------------- | ------------ | ------ | ----------- | ---- | ------ |
| 1   | 1   | Troy Corser         | Suzuki       | 18     | 36:20.395   | 5    | 25     |
| 2   | 21  | Troy Bayliss        | Ducati       | 18     | +1.025      | 1    | 20     |
| 3   | 41  | Noriyuki Haga       | Yamaha       | 18     | +3.462      | 6    | 16     |
| 4   | 52  | James Toseland      | Honda        | 18     | +3.463      | 4    | 13     |
| 5   | 88  | Andrew Pitt         | Yamaha       | 18     | +4.350      | 3    | 11     |
| 6   | 57  | Lorenzo Lanzi       | Ducati       | 18     | +19.610     | 2    | 10     |
| 7   | 4   | Alex Barros         | Honda        | 18     | +20.548     | 10   | 9      |
| 8   | 84  | Michel Fabrizio     | Honda        | 18     | +21.183     | 15   | 8      |
| 9   | 31  | Karl Muggeridge     | Honda        | 18     | +23.198     | 8    | 7      |
| 10  | 11  | Rubén Xaus          | Ducati       | 18     | +26.533     | 21   | 6      |
| 11  | 3   | Norifumi Abe        | Yamaha       | 18     | +26.854     | 19   | 5      |
| 12  | 10  | Fonsi Nieto         | Kawasaki     | 18     | +28.132     | 13   | 4      |
| 13  | 44  | Roberto Rolfo       | Ducati       | 18     | +28.135     | 11   | 3      |
| 14  | 20  | Marco Borciani      | Ducati       | 18     | +34.176     | 16   | 2      |
| 15  | 16  | Sébastien Gimbert   | Yamaha       | 18     | +35.395     | 18   | 1      |
| 16  | 9   | Chris Walker        | Kawasaki     | 18     | +42.158     | 12   |        |
| 17  | 38  | Shinichi Nakatomi   | Yamaha       | 18     | +50.906     | 24   |        |
| 18  | 99  | Steve Martin        | Petronas     | 18     | +51.504     | 9    |        |
| 19  | 8   | Ivan Clementi       | Ducati       | 18     | +1:00.943   | 22   |        |
| 20  | 116 | Franco Battaini     | Kawasaki     | 18     | +1:01.456   | 27   |        |
| 21  | 95  | Talal Al Naimi      | Yamaha       | 17     | +1 ronde    | 29   |        |
| DNF | 7   | Pierfrancesco Chili | Honda        | 10     | Ongeluk     | 14   |        |
| DNF | 71  | Yukio Kagayama      | Suzuki       | 9      | Uitgevallen | 7    |        |
| DNF | 76  | Max Neukirchner     | Ducati       | 8      | Ongeluk     | 20   |        |
| DNF | 18  | Craig Jones         | Petronas     | 6      | Ongeluk     | 28   |        |
| DNF | 19  | Lucio Pedercini     | Ducati       | 4      | Uitgevallen | 23   |        |
| DNF | 55  | Régis Laconi        | Kawasaki     | 2      | Ongeluk     | 17   |        |
| DNF | 15  | Fabien Foret        | Suzuki       | 1      | Uitgevallen | 25   |        |
| DNF | 13  | Vittorio Iannuzzo   | Suzuki       | 1      | Uitgevallen | 26   |        |

## Supersport
| Pos | Nr  | Rijder                | Constructeur | Rondes | Tijd        | Grid | Punten |
| --- | --- | --------------------- | ------------ | ------ | ----------- | ---- | ------ |
| 1   | 16  | Sébastien Charpentier | Honda        | 18     | 37:30.955   | 1    | 25     |
| 2   | 11  | Kevin Curtain         | Yamaha       | 18     | +5.396      | 3    | 20     |
| 3   | 54  | Kenan Sofuoğlu        | Honda        | 18     | +11.657     | 2    | 16     |
| 4   | 12  | Javier Forés          | Yamaha       | 18     | +38.142     | 6    | 13     |
| 5   | 116 | Johan Stigefelt       | Honda        | 18     | +39.168     | 21   | 11     |
| 6   | 127 | Robbin Harms          | Honda        | 18     | +45.547     | 19   | 10     |
| 7   | 55  | Massimo Roccoli       | Yamaha       | 18     | +47.631     | 16   | 9      |
| 8   | 73  | Christian Zaiser      | Ducati       | 18     | +47.682     | 11   | 8      |
| 9   | 45  | Gianluca Vizziello    | Yamaha       | 18     | +48.575     | 13   | 7      |
| 10  | 75  | Josh Brookes          | Ducati       | 18     | +49.814     | 25   | 6      |
| 11  | 145 | Sébastien Le Grelle   | Honda        | 18     | +54.509     | 20   | 5      |
| 12  | 49  | Anthony Gobert        | Yamaha       | 18     | +54.702     | 17   | 4      |
| 13  | 37  | William De Angelis    | Honda        | 18     | +57.362     | 14   | 3      |
| 14  | 27  | Tom Tunstall          | Honda        | 18     | +1:03.436   | 23   | 2      |
| 15  | 69  | Gianluca Nannelli     | Yamaha       | 18     | +1:05.482   | 9    | 1      |
| 16  | 34  | Didier Van Keymeulen  | Yamaha       | 18     | +1:07.541   | 26   |        |
| 17  | 58  | Tomáš Mikšovský       | Honda        | 18     | +1:14.308   | 22   |        |
| 18  | 21  | Chris Peris           | Yamaha       | 18     | +1:14.340   | 15   |        |
| 19  | 6   | Mauro Sanchini        | Yamaha       | 18     | +1:14.556   | 12   |        |
| 20  | 60  | Vladimir Ivanov       | Yamaha       | 18     | +1:14.876   | 30   |        |
| 21  | 5   | Alessio Velini        | Yamaha       | 18     | +1:44.747   | 28   |        |
| 22  | 68  | David Forner          | Yamaha       | 18     | +1:46.385   | 29   |        |
| 23  | 88  | Julien Enjolras       | Yamaha       | 18     | +1:46.500   | 31   |        |
| 24  | 25  | Tatu Lausletho        | Honda        | 17     | +1 ronde    | 27   |        |
| 25  | 77  | Barry Veneman         | Suzuki       | 17     | +1 ronde    | 10   |        |
| DNF | 19  | Dean Thomas           | Kawasaki     | 16     | Uitgevallen | 18   |        |
| DNF | 22  | Kai Børre Andersen    | Suzuki       | 16     | Uitgevallen | 7    |        |
| DNF | 57  | Luka Nedog            | Ducati       | 14     | Uitgevallen | 33   |        |
| DNF | 15  | Andrea Berta          | Yamaha       | 13     | Uitgevallen | 32   |        |
| DNF | 8   | Maxime Berger         | Kawasaki     | 7      | Uitgevallen | 8    |        |
| DNF | 3   | Katsuaki Fujiwara     | Honda        | 4      | Ongeluk     | 4    |        |
| DNF | 23  | Broc Parkes           | Yamaha       | 1      | Ongeluk     | 5    |        |
| DNF | 38  | Grégory Leblanc       | Honda        | 0      | Uitgevallen | 24   |        |

## Tussenstanden na wedstrijd

### Superbike
| Pos | Nr | Rijder          | Team   | Punten |
| --- | -- | --------------- | ------ | ------ |
| 1   | 21 | Troy Bayliss    | Ducati | 40     |
| 2   | 1  | Troy Corser     | Suzuki | 38     |
| 3   | 52 | James Toseland  | Honda  | 38     |
| 4   | 88 | Andrew Pitt     | Yamaha | 27     |
| 5   | 84 | Michel Fabrizio | Honda  | 19     |

### Supersport
| Pos | Nr  | Rijder                | Team   | Punten |
| --- | --- | --------------------- | ------ | ------ |
| 1   | 16  | Sébastien Charpentier | Honda  | 25     |
| 2   | 11  | Kevin Curtain         | Yamaha | 20     |
| 3   | 54  | Kenan Sofuoğlu        | Honda  | 16     |
| 4   | 12  | Javier Forés          | Yamaha | 13     |
| 5   | 116 | Johan Stigefelt       | Honda  | 11     |

2005 · 2006 · 2007 · 2008 · 2009 · 2014 · 2015 · 2016 · 2017 · 2018 · 2019